# Jean Demarteau
Jean Demarteau, né le 5 septembre 1893 à Verviers et mort le 12 août 1914 à Halen, est un coureur cycliste belge, en activité de 1911 à 1914.
Il participe au Tour de Belgique indépendants de 1911 où il finit 3e de la 1re étape, se classe 6e et 4e de Bruxelles-Liège en 1911 et 1912, 11e au Championnat de Belgique indépendants de 1912 et 14e de Liège-Bastogne-Liège 1909.

## Biographie
Le 12 août 1914, au début de la Première Guerre Mondiale, il meurt sur le front au cours de la Bataille des casques d'argent à l'âge de 20 ans.

## Palmarès
- 1911
  - 2e de Bruxelles-Esneux
- 1912
  - Bruxelles-Esneux
  - Anvers-Menin
  - 3e du Circuit Jemeppien